# Bokos község
Bokos község (románul: Comuna Bucoșnița) község Krassó-Szörény megyében, Romániában. Központja Bokos, beosztott falvai Galacs, Petresfalva, Temesvölgye.

## Népessége
A 2011-es népszámlálás adatai alapján a község népessége 2978 fő volt.